# El Quer (Serrateix)
El Quer és una masia de Serrateix, al municipi de Viver i Serrateix (Berguedà), inclosa en l'Inventari del Patrimoni Arquitectònic de Catalunya.

## Descripció
Masia orientada al sud del tipus II segons la classificació de J. Danés, amb coberta a dues vessants i el carener perpendicular a la façana. És un edifici de tres plantes amb disposició simètrica dels elements. Té diverses construccions annexes. Les obertures són coronades per arcs rebaixats.

## Història
Al fogatge de 1553 surt esmentat en Jaume Simon Alies Quer. Possiblement l'edifici fou construït al segle xviii, però fou modificat i renovat el 1936.